# Niviventer rapit
Niviventer rapit  (Bonhote, 1903) è un roditore della famiglia dei Muridi, endemico dell'Isola del Borneo.

## Descrizione

### Dimensioni
Roditore di medie dimensioni, con lunghezza della testa e del corpo tra 130 e 167 mm, la lunghezza della coda tra 205 e 270 mm, la lunghezza del piede tra 30 e 38 mm, la lunghezza delle orecchie tra 18 e 25 mm e un peso fino a 129 g.

### Aspetto
La pelliccia è densa e spinosa. Il colore delle parti superiori è ocra-rossiccio, cosparso di lunghi peli neri, particolarmente lungo la schiena, mentre le parti ventrali sono crema pallido. La linea di demarcazione lungo i fianchi è netta. Il dorso dei piedi è marrone, mentre i lati, le zampe anteriori e le dita sono bianchi. La coda è molto più lunga della testa e del corpo, marrone scuro superiormente, bianca inferiormente e con un ciuffo terminale. I piedi sono lunghi e sottili. Le femmine hanno un paio di mammelle pettorali, un paio post-ascellari e due paia inguinali. Il numero cromosomico è 2n=46 FN=54-60.

## Biologia

### Comportamento
È una specie notturna attiva su piccoli alberi.

## Distribuzione e habitat
Questa specie è endemica degli altopiani dell'Isola del Borneo.
Vive nelle foreste e boscaglie montani tra i 940 e 3.360 metri di altitudine.

## Conservazione
La IUCN Red List, considerato il vasto areale, la presenza in diverse aree protette e la popolazione numerosa, classifica M.rapit come specie a rischio minimo (Least Concern).